# ダイハツ九州
ダイハツ九州株式会社（ダイハツきゅうしゅう、英: Daihatsu Motor Kyushu Co., Ltd.）は、ダイハツ工業の関連会社で、自動車、産業車両、その他各種車両・部品の製造販売ならびに修理を主な業務とする企業である。

## 沿革

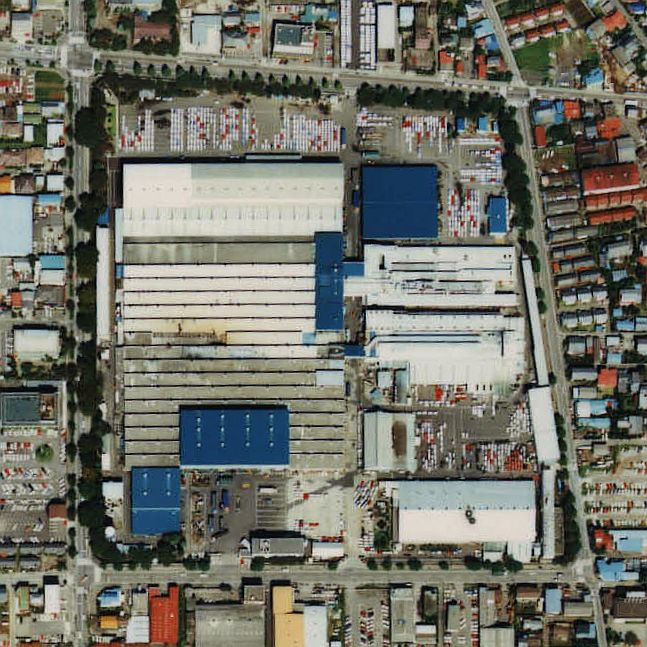
ダイハツ車体本社工場（群馬県前橋市、現・けやきウォーク前橋）
（1986年度撮影）

1960年にダイハツ工業の100 %出資子会社として、当時企業誘致を進めていた群馬県前橋市に株式会社ダイハツ前橋製作所として設立した。前橋市が用意したこの土地は、元中島飛行機前橋第一工場の跡地である。以後、商用車を主とするダイハツ軽自動車を生産。1977年にはダイハツ車体株式会社（英: Daihatsu Auto Body Co., Ltd.）に社名変更した。
2004年に本社機能と本社工場を、用地にゆとりがあり、海上輸送に好適な条件を備えた大分県中津市に移転、これに伴い2006年に現社名となっている。
移転が決定した2003年頃から中津市は歓迎ムード一色であったが、1000km強の長距離移転に伴い、従業員は転居（もしくは単身赴任）を拒否する場合には退職を余儀なくされ、特に前橋市周辺に自宅を持つ者や地元出身者は厳しい選択を迫られた。また関連企業も含めた産業空洞化を懸念する群馬県や前橋市からは移転中止が求められたが、結局撤退は阻止できず、多数の転居者や単身赴任者を生じさせた。
完成車のモータープールでもあった前橋市東部の前橋城南事業所は、本社移転後も大幅に規模を縮小した上でゴルフの乗用カートを継続生産していたが、2006年12月に完全閉鎖した。
なお、前橋の旧本社工場跡地は、工場進出後の高度成長期に市街化が進んで形成された住宅街に囲まれた状態になっており、跡地には2007年3月10日に大規模商業施設のけやきウォーク前橋がオープンしている。
2008年には本社所在地にある中津市総合体育館とネーミングライツを結び、愛称を「ダイハツ九州アリーナ」としている。
2011年より大分トリニータの胸スポンサーを務める。
2016年からは中津市の大貞総合運動公園とネーミングライツを結び、「ダイハツ九州スポーツパーク大貞」の愛称が付けられる。

## 概要
- 会社名：ダイハツ九州株式会社
- 創立：1960年6月1日
- 主要株主：ダイハツ工業 100%
- 所在地
  - 大分（中津）本社・工場：〒879-0107 大分県中津市昭和新田1番地
    - 土地 第1期800,000m2
    - 第2期500,000m2
    - 就業者数4,000名（2023年1月現在）
    - 生産能力480,000台/年

  - 久留米工場：福岡県久留米市田主丸町吉本1番地
    - 土地 174,000m2
    - 就業者数500名（2023年1月現在）
    - 生産能力216,000基/年

## 生産車種
- アトレー（S320系以降）
- ハイゼット（カーゴはS320系、トラックはS200系の2004年マイナーチェンジ以降）/トヨタ・ピクシストラック、トヨタ・ピクシスバン/スバル・サンバー（7代目以降）
- ミライース/トヨタ・ピクシスエポック/スバル・プレオプラス
- ウェイク/トヨタ・ピクシスメガ
- タフト
- ミラトコット
- キャスト/トヨタ・ピクシスジョイ
- ムーヴ（6代目途中より）/スバル・ステラ（3代目途中より）

## 過去の生産車種
- ビーゴ/トヨタ・ラッシュ（2012年にダイハツ工業本社（池田）工場に移管）
- ミラ（L275系以降）/スバル・プレオ（2代目以降）
- ミラココア
- ムーヴコンテ/トヨタ・ピクシススペース
- タントエグゼ/スバル・ルクラ
- ハイゼットキャディー
- スバル・ディアスワゴン